# Каратанов, Дмитрий Иннокентьевич
Дми́трий Инноке́нтьевич Карата́нов (11 марта 1874 или 26 февраля 1874, Аскиз, Енисейская губерния — 10 сентября 1952, Красноярск, СССР) — российский, советский художник, Заслуженный деятель искусств РСФСР.

## Биография
Каратанов Дмитрий Иннокентьевич родился 11 марта 1874 года в селе Аскиз Минусинского уезда Енисейской губернии Российской империи. Отец — Иннокентий Иванович — мещанин города Красноярска — работал у золотопромышленника П. И. Кузнецова. Бабушка по материнской линии была участницей польского восстания 1863—1864 годов.
Учился рисованию у приехавшего из Малороссии в Красноярск художника, академика Михаила Александровича Рутченко (вместе с Л. А. Чернышёвым).
По совету В. Сурикова в 1892 году Каратанов поступает в Императорскую Академию Художеств, где учится у А. И. Куинджи. В Академии Каратанов проучился три года. Полный курс обучения завершить не удалось из-за недостатка средств. В 1895 году художник жил и работал на академической даче, пользуясь материальной поддержкой А. И. Куинджи.
В 1896 году Дмитрий Каратанов возвращается в Красноярск, много путешествует по Енисейской губернии. Любимое место работы — красноярские Столбы.
В 1900 году Каратанов уезжает в Санкт-Петербург. Работает в художественной студии-мастерской М. К. Тенишевой, выполняет декорации одной из сцен оперы А. Н. Серова «Вражья сила», постановку которой осуществляла мать художника.

В 1901 году Каратанов вновь возвращается в Красноярск. Здесь в 1905 году Каратанов познакомился и подружился с гимназистом А. Л. Яворским — будущим основателем и первым директором государственного заповедника «Столбы». 
Познакомились мы с Каратановым в 1905 году, а с 1906 года между нами как-то сразу завязалась крепкая дружба, которая поддерживалась как совместным житьем в городе, так и постоянными совместными выходами в природу, главным образом, на Столбы. Все близко знавшие Каратанова, называли его просто «Митяем», так звал его и я, хотя разница в 15 лет, казалось бы обязывала звать его по-другому, более официально, по имени-отчеству. Но этого человека хотелось звать как-то потеплее, поласковее, чем обычное имя и отчество. Имя Митяй для многих его близких знакомых и было именно таким и ласковым, и теплым. И в то же время каких только названий ему не было дано в своей компании… Митя, Митяй, Митька, Граф… Слово «граф» фигурировало в названии потому, что у Каратанова его мать Павла Николаевна носила девичью фамилию Сабесская, и эта фамилия фигурировала как одна из фамилий польских королей. Мало разбирающиеся в истории Польши столбовские друзья Каратанова и окрестили его скромно Графом и это в шутку данное ему название укоренилось и после варьировалось на разные лады… Первое, что подкупало и сближало с ним — это его непосредственность, простота в отношениях к другим и ко всему окружающему, которая свойственна, пожалуй, больше детскому возрасту. Да таким взрослым ребенком и был Каратанов в обычной жизни. Он как бы был нарочно рожден для этой непосредственности простоты, которыми живет сама природа. Не даром же он так любил её девственность и более за её оскорбление человеком, за все ненужные разрушения и варварства, которых всегда было много со стороны неразумных выходок на тех же Столбах.
 — вспоминал впоследствии Яворский.
Из Красноярска Каратанов совершает более десяти длительных поездок с экспедициями разного назначения, в основном по северным районам Енисейской губернии. Собрание работ Дмитрия Каратанова — итог поездки на Север в 1906 году — хранится в фондах ленинградского Государственного музея этнографии народов СССР. Из работ этой серии особенно выделяются два написанных маслом портрета — «Остяк в чуме» и «Шаманка».
27 января 1910 года в Красноярске открылась первая в Сибири рисовальная школа с четырехлетним сроком обучения. 10 марта 1910 года енисейский губернатор Я. Д. Бологовский назначает Каратанова преподавателем Красноярской городской рисовальной школы. Чернышёв Л. А. был назначен заведующим-преподавателем.. У Дмитрия Иннокентьевича была уникальная педагогическая система — он часто пел с учениками на занятиях, используя музыку как способ развить выразительность изобразительного языка детей и выявить их творческие особенности.
С 1917 года по 1940 год Дмитрий Каратанов — штатный сотрудник Красноярского краеведческого музея. Постоянно участвовал в экспедициях музея по Красноярскому краю.
Д. И. Каратанов первым из сибирских художников получил в 1948 году звание заслуженного деятеля искусств РСФСР.
Художник включён в международный художественный рейтинг (всемирный рейтинг художников XVIII—XXI веков, формирующих мировое художественное наследие).
Дмитрий Иннокентьевич скончался 10 сентября 1952 года. Похоронен на Троицком кладбище Красноярска.

## Известные работы
- «Красноярский бунт 1695—1698 годов»; «На Восток»; «Землепроходцы»; «Строительство острога»; «Ледоход на Енисее»; «Енисей. Последние льды»; «Вид на „Столбы“ зимой»; «Портрет Кравченко»; «Партизаны»; «Маёвка на „Столбах“ в 1905 году».

Произведения художника хранятся в Красноярском государственном художественном музее им. В. И. Сурикова, Красноярском краеведческом музее, частных собраниях.

## Дань памяти
Именем Д. И. Каратанова названа улица в центре Красноярска, детская художественная школа в городе Абакане.
На доме по ул. К. Маркса, 88 в Красноярске установлена мемориальная доска с барельефом художника и текстом: «В этом доме с 1933 по 1952 год жил работал художник, заслуженный деятель искусств РСФСР Дмитрий Иннокентьевич Каратанов».